# Królestwo Albanii (okupacja niemiecka)
Królestwo Albanii (alb. Mbretëria Shqiptare, niem. Albanisches Königreich) – państwo historyczne na terenie obecnej Albanii, istniejące w latach 1943–1944. Władzę w imieniu Niemców sprawowała Wysoka Rada Regencji, na czele której stał regent Mehdi Frashëri, a rządy powierzono albańskim konserwatystom. Niemcy wycofali się z Albanii w 1944 roku, a w kraju rządy przejęła Komunistyczna Partia Albanii.